# Premyer Liqası 2010-2011
La Premyer Liqası 2010-2011 è stata la 19ª stagione del massimo campionato di calcio azero disputato tra il 7 agosto 2010 e il 28 maggio 2011 e conclusa con la vittoria del PFC Neftchi Baku, al suo sesto titolo.
Capocannoniere del torneo fu Georgi Adamia (FK Qarabag Agdam) con 18 reti.

## Formula
Il campionato è diviso in due fasi. La prima fase si è svolta con partite di andata e ritorno. Le prime sei classificate si sono qualificate per il girone che assegna lo scudetto e i posti nelle coppe europee. Le altre squadre partecipano alla poule retrocessione: le ultime due classificate retrocedono in Prima divisione.

## Squadre partecipanti
| Club           | Città    | Stadio                         | Posizione 2009-2010             |
| -------------- | -------- | ------------------------------ | ------------------------------- |
| AZAL           | Baku     | Stadio AZAL                    | 7º posto (come Olimpik-Şüvəlan) |
| FK Baku        | Baku     | Stadio Tofiq Bəhramov          | 2º posto                        |
| Gəncə          | Ganja    | Stadio della città di Ganja    | 1º posto in Prima divisione     |
| İnter Baku     | Baku     | Stadio Shafa                   | Campione                        |
| Qarabağ        | Ağdam    | Stadio Olimpico Guzanli        | 3º posto                        |
| Xəzər-Lənkəran | Lankaran | Stadio della città di Lankaran | 4º posto                        |
| MOİK Baku      | Baku     | Stadio MOIK                    | 2º posto in Prima divisione     |
| Muğan          | Salyan   | Stadio Olimpico                | 10º posto                       |
| Neftçi Baku    | Baku     | Stadio Ismat Gayibov           | 5º posto                        |
| Qəbələ         | Qəbələ   | Stadio della città di Qəbələ   | 6º posto                        |
| Simurq         | Zaqatala | Stadio della città di Zaqatala | 8º posto                        |
| Turan Tovuz    | Tovuz    | Stadio della città di Tovuz    | 9º posto                        |

## Classifica prima fase
|  | Pos. | Squadra        | Pt | G  | V  | N | P  | GF | GS | DR  |
|  | ---- | -------------- | -- | -- | -- | - | -- | -- | -- | --- |
|  | 1.   | Neftçi Baku    | 48 | 22 | 14 | 6 | 2  | 40 | 9  | +31 |
|  | 2.   | Xəzər-Lənkəran | 47 | 22 | 14 | 5 | 3  | 28 | 12 | +16 |
|  | 3.   | Qarabağ        | 42 | 22 | 13 | 3 | 6  | 30 | 14 | +16 |
|  | 4.   | İnter Baku     | 40 | 22 | 12 | 4 | 6  | 24 | 16 | +8  |
|  | 5.   | AZAL           | 36 | 22 | 9  | 9 | 4  | 27 | 26 | +1  |
|  | 6.   | FK Baku        | 33 | 22 | 9  | 6 | 7  | 28 | 21 | +7  |
|  | 7.   | Qəbələ         | 31 | 22 | 8  | 7 | 7  | 19 | 14 | +5  |
|  | 8.   | Muğan          | 27 | 22 | 7  | 6 | 9  | 14 | 23 | -9  |
|  | 9.   | Gəncə          | 24 | 22 | 5  | 9 | 8  | 23 | 27 | -4  |
|  | 10.  | Turan Tovuz    | 15 | 22 | 3  | 6 | 13 | 17 | 35 | -18 |
|  | 11.  | Simurq         | 12 | 22 | 2  | 6 | 14 | 12 | 34 | -22 |
|  | 12.  | MOİK Baku      | 6  | 22 | 1  | 3 | 18 | 6  | 47 | -41 |

Legenda:

      Ammessa ai play-off
      Ammessa ai play-out
Note:

Tre punti a vittoria, uno a pareggio, zero a sconfitta.

## Seconda fase

### Girone di play-off
|                        | Pos. | Squadra        | Pt | G  | V  | N  | P  | GF | GS | DR  |
| ---------------------- | ---- | -------------- | -- | -- | -- | -- | -- | -- | -- | --- |
| Azerbaigian (bandiera) | 1.   | Neftçi Baku    | 67 | 32 | 19 | 10 | 3  | 53 | 17 | +36 |
|                        | 2.   | Xəzər-Lənkəran | 60 | 32 | 16 | 12 | 4  | 38 | 18 | +20 |
|                        | 3.   | Qarabağ        | 58 | 32 | 17 | 7  | 8  | 44 | 22 | +2  |
|                        | 4.   | AZAL           | 49 | 32 | 13 | 10 | 9  | 36 | 28 | +8  |
|                        | 5.   | İnter Baku     | 49 | 32 | 13 | 10 | 9  | 29 | 24 | +5  |
|                        | 6.   | FK Baku        | 40 | 32 | 10 | 10 | 12 | 33 | 32 | +1  |

### Girone di play-out
|  | Pos. | Squadra     | Pt | G  | V  | N  | P  | GF | GS | DR  |
|  | ---- | ----------- | -- | -- | -- | -- | -- | -- | -- | --- |
|  | 7.   | Qəbələ      | 51 | 32 | 13 | 12 | 7  | 31 | 18 | +13 |
|  | 8.   | Muğan       | 47 | 32 | 13 | 8  | 11 | 29 | 31 | -2  |
|  | 9.   | Gəncə       | 36 | 32 | 8  | 12 | 12 | 33 | 37 | -4  |
|  | 10.  | Turan Tovuz | 27 | 32 | 7  | 6  | 19 | 24 | 47 | -23 |
|  | 11.  | Simurq      | 19 | 32 | 4  | 7  | 21 | 20 | 52 | -32 |
|  | 12.  | MOİK Baku   | 18 | 32 | 4  | 6  | 22 | 14 | 55 | -41 |

Legenda:

      Campione d'Azerbaigian
      Qualificata alla UEFA Europa League
      Retrocessa in Birinci Divizionu
Note:

Tre punti a vittoria, uno a pareggio, zero a sconfitta.

## Verdetti
- Campione di Azerbaigian 2010-2011:  Neftçi Baku
- Qualificata alla UEFA Champions League 2011-2012:  Neftçi Baku (al secondo turno preliminare)
- Qualificate alla UEFA Europa League 2011-2012:  Xəzər-Lənkəran (al secondo turno preliminare),  Qarabağ,  AZAL (al primo turno preliminare)
- Retrocesse alla Birinci Divizionu:  Simurq,  MOİK Baku

## Statistiche

### Individuali

#### Classifica marcatori
| Gol |  |  | Giocatore          | Squadra        |
| --- |  |  | ------------------ | -------------- |
| 18  |  |  | Georgi Adamia      | Qarabağ        |
| 15  |  |  | Bahodir Nasimov    | Neftçi Baku    |
| 11  |  |  | Flavinho           | Neftçi Baku    |
| 10  |  |  | Rauf Əliyev        | Qarabağ        |
| 10  |  |  | Gvidas Juška       | AZAL           |
| 10  |  |  | Junivan            | Gəncə          |
| 9   |  |  | Deon Burton        | Qəbələ         |
| 9   |  |  | Sabir Allahquliyev | Gəncə          |
| 8   |  |  | Winston Parks      | Xəzər-Lənkəran |
| 7   |  |  | Rəşad Abdullayev   | Neftçi Baku    |
| 7   |  |  | Jabá               | Baku           |